# مناطق فلاحية في المغرب
الزراعة هي العمود الفقري للاقتصاد المغربي لأنها تساهم بنسبة 17٪ من الناتج المحلي الإجمالي وتوفر فرص عمل لنصف القوة العاملة النشطة. وقد استفاد كقطاع استثماري ذي أولوية من قبل الحكومة خلال العقود الأربعة الماضية. ونتيجة لهذه السياسة ، تم بناء 92 سدًا كبيرًا بسعة إجمالية 14 مليار متر مكعب. وقد سمحت هذه البنية التحتية وغيرها من البنى التحتية الأصغر بري حوالي 1200000 هكتار. المناطق المسقية الرئيسية هي منطقة الغرب و اللوكوس في الشمال الغربي ، و تادلة في وسط شمال الأطلس ، و الحوز في منطقة مراكش ، و سوس-ماسة في منطقة أݣادير ، و ورززات وتافيلالت جنوب الأطلس ، و ملوية السفلى في الشمال الشرقي.
ومع ذلك ، يختلف الإنتاج الزراعي باختلاف الأحوال الجوية ويزرع معظم المحاصيل من قبل مزارعي الكفاف ، لكن القطاع الحديث ينتج الغذاء للتصدير. وتشمل المنتجات الرئيسية القمح والشعير والبقول والخضروات والحمضيات والزيتون وزيت الزيتون والتين والتمر. تشمل الصادرات الزراعية الخضروات والحمضيات وزيت الزيتون والنبيذ. يتم استهلاك المنتجات الحيوانية محليًا ، باستثناء الجلود المصنعة.

## الهضاب الشرقية العليا ووادي ملوية
بسبب قلة هطول الأمطار والتربة الضحلة بشكل عام ، يتم استخدام معظم المنطقة كرعي للأغنام والماعز. ومع ذلك ، فإن وادي ملوية يحتوي على عدد من المناطق المسقية ، وأكبرها هو محيط ملوية السفلى حيث تشمل المشاريع الزراعية الحمضيات والخضروات والأبقار الحلوب. تتعدى الزراعة بنشاط على أراضي الرعي.
وقد أدى هذا ، بالإضافة إلى زيادة ضغط الرعي ، إلى حدوث دوامة هبوطية من تدهور المراعي. ويهدف عدد من المشاريع ، بعضها ممول من قبل الصندوق الدولي للتنمية الزراعية (PDPEO ، PDRTT) إلى تحسين الظروف المعيشية لسكان الريف في هذه المنطقة مع تحسين إدارة موارد المراعي.

## الأطلس المتوسط
تسقط الأمطار على الأطلس المتوسط بكميات كبيرة نسبيًا ، ما عدا محليًا. وقد أدى ذلك إلى وجود غطاء نباتي طبيعي متطور (المراعي والغابات) يمثل أكثر من 70٪ من استخدامات الأراضي. تمثل المحاصيل أقل من 30٪ من مساحة الأرض (الحبوب والبقول وأشجار الفاكهة في الوديان المسقية بشكل رئيسي).
معظم الزراعة هي من نوع الكفاف ، تعتمد على المحاصيل والماشية (الأغنام والماعز وبعض الماشية).

## منطقة الريف
الريف متنوع من حيث هطول الأمطار وأشكال الأرض. هذا يترجم إلى تنوع في استخدام الأراضي. وهكذا تتنوع مساحة الأراضي المزروعة من 23٪ (شفشاون) إلى 76٪ (تاونات). تمثل الحبوب أكثر من 50٪ من أراضي المحاصيل. تساهم أشجار الفاكهة بنسبة 16٪ وهي مهمة في بعض المناطق (الزيتون والتين واللوز). البقول تساهم بنسبة 9٪. القليل جدا من العلف ينمو. المزارع هي نوع من أنواع الكفاف تجمع بين المحاصيل والماشية (الأغنام والماعز والماشية) (Berkat et al. 1999).

## لوكوس
تمتلك منطقة لوكوس محيطًا مرويًا حيث تساهم الخضروات والمحاصيل الصناعية والمحاصيل الزيتية والبساتين والأعلاف والحبوب بنسبة 29٪ و 25٪ و 25٪ و 8٪ و 6٪ و 7٪ على التوالي.

## منطقة الغرب
كما أن منطقة الغرب لها محيط مسقي مهم (100000 هكتار) والزراعة البعلية (حوالي 288000 هكتار). المحاصيل الرئيسية في المنطقة المسقية هي الحبوب (32٪) ، المحاصيل الصناعية (19٪) ، الخضروات (16٪) ، الأعلاف (11٪) ، البساتين (11٪) ، البقول والمحاصيل الزيتية. المشاريع الزراعية هي مزيج من الكفاف والمزارع الكبيرة. يتم الجمع بين المحاصيل والماشية (معظمها من الأغنام والماشية في قطعان صغيرة).

## هضبة سايس
تهتم هضبة سايس في الغالب بالزراعة البعلية. المحاصيل الرئيسية هي الحبوب والبساتين (الزيتون وكروم العنب) والبقول والأعلاف والمحاصيل الزيتية. تتكامل الثروة الحيوانية مع المحاصيل (الأغنام والماشية في قطعان صغيرة).

## المعمورة والهضبة الوسطى
تتميز المعمورة والهضبة الوسطى باستخدام الأراضي حيث تمثل الأراضي الزراعية والغابات / المراعي 55٪ و 45٪ على التوالي. الحبوب هي المحصول السائد (68٪) ، بينما تساهم محاصيل العلف والبقول والبساتين بنسبة 6٪ و 3٪ و 4٪ على التوالي (Berkat et al. 1999). المزارع في الغالب صغيرة بمساحة أقل من خمسة هكتارات ، وتجمع بين المحاصيل والماشية (الماشية مدمجة جيدًا مع المحاصيل ، والأغنام في نظام زراعي-سيلفو-رعوي).

## سهول دكالة والشاوية وعبدة
تتميز سهول دكالة والشاوية وعبدة بأمطار تتراوح من 300 إلى 400 ملم ، وشتاء معتدل. ومع ذلك ، فإن موسم الجفاف طويل نسبيًا (مايو - أكتوبر). يتكون استخدام الأراضي من حوالي 80٪ من الأراضي الزراعية ، و 20٪ من الغابات / النطاق. يتكون نظام المحاصيل من الحبوب (القمح ، الشعير ، الذرة: حوالي 80٪ من مساحة المحصول) ، البور (13٪) ، الخضروات ، الأعلاف (3٪) ، البقول والبساتين.
تمثل الخضروات ، وخاصة الطماطم ، نشاطًا مهمًا موجهًا جزئيًا نحو التصدير. الماشية (الأبقار والأغنام) مدمجة جيدًا مع المحاصيل. هذه المنطقة معرضة تمامًا للجفاف مثل معظم المحاصيل بعلية. يحتوي سهل دكالة على محيط مسقي (حوالي 61000 هكتار) حيث تتكون المحاصيل من الحبوب والمحاصيل الصناعية (بنجر السكر والقطن) والأعلاف والخضروات.

## شمال الأطلس
تتميز السهول والهضاب الواقعة شمال الأطلس بأمطار منخفضة ومتغيرة (200-350 مم). هذا بالإضافة إلى حقيقة أن التربة ضحلة يمثلان عقبة رئيسية أمام الإنتاجية الزراعية.
في ظل الظروف البعلية ، يتم استخدام حوالي نصف الأراضي لزراعة المحاصيل ، والباقي عبارة عن نطاق متدهور للغاية. يعتمد نظام الزراعة على الحبوب ، وخاصة الشعير ، ولكن أيضًا على القمح والذرة (80٪). المزارع هي في الغالب من نوع الكفاف (أكثر من نصفها أقل من خمسة هكتارات) تجمع بين الحبوب والماشية (معظمها من الأغنام). يوجد محيطان مرويان في هذه المنطقة: في الحوز وتادلة. يعتمد نظام المحاصيل في الحوز على الحبوب والبساتين (معظمها زيتون) والأعلاف والخضروات وبعض القطن والتبغ. في محيط تادلة ، يعتمد الزراعة على الحبوب والأعلاف والبساتين (الزيتون وأشجار الفاكهة الحمضية) وبنجر السكر والقطن والخضروات. تم تطوير أبقار الألبان جيدًا في هذا المحيط.

## منطقة أرݣان
تتميز منطقة أرݣان أيضًا بمعدلات هطول أمطار منخفضة ومتغيرة (170 إلى 285 ملم) ودرجات حرارة شتوية معتدلة. موسم الجفاف طويل جدًا مما يؤدي إلى موسم نمو قصير. تمثل المحاصيل والغابات / النطاق 30٪ و 70٪ من مساحة الأرض ، على التوالي. يعتمد نظام الزراعة على الحبوب (الشعير في الغالب) ، البور وبعض بساتين اللوز. المزارع من نوع الكفاف في 75 إلى 90٪ من الحالات (أقل من 5 هكتارات). يجمعون بين زراعة الشعير وبعض أشجار اللوز والخضروات والماشية (الماعز بشكل رئيسي) بالاشتراك مع شجرة الأرݣان وتربية النحل. تشهد هذه المنطقة تكرارًا عاليًا للجفاف ، وتلعب شجرة الأرݣان دورًا مهمًا في التخفيف من حدة الجفاف من خلال توفير العلف للماعز وأيضًا من خلال إنتاج زيت الأرݣان للاستهلاك المحلي وللبيع. يقع محيط سوس ماسة المسقي في هذه المنطقة. المحاصيل الرئيسية هي الحمضيات والخضروات ، جزئيا للتصدير.

## الأطلس الكبير
يتميز الأطلس الكبير ، على الرغم من ارتفاعه، بمستوى متواضع من الأمطار (400 إلى 800 ملم على المنحدرات الشمالية، و 200 إلى 500 ملم على المنحدرات المواجهة للجنوب). هذا المستوى من الأمطار ، جنبًا إلى جنب مع التربة الضحلة والمنحدرات الشديدة، ودرجات الحرارة الباردة ، يترجم إلى موسم نمو قصير وإنتاجية منخفضة ، باستثناء محلي (مدرجات الوادي ، والمراعي المرتفعة). تشغل الغابات / المراعي حوالي 76٪ من مساحة الأرض ، بينما تقتصر المحاصيل على حوالي 20٪ (معظمها في الأراضي المنخفضة والوديان). يتم اقتصاص هذه الوديان بشكل مكثف. يعتمد نظام الزراعة على الحبوب (71٪) والأعلاف (11٪) والبساتين (7٪) والبقول والخضروات والمراغة (6٪). المزارع هي نوع من أنواع الكفاف تقل مساحتها عن 5 هكتارات ، وتجمع بين المحاصيل على المدرجات ، وتربية الماشية (الأغنام والماعز التي ترعى في المراعي ، والماشية مدمجة مع المحاصيل).

## جوانب الصحراء
تتميز منطقة جوانب الصحراء بانخفاض شديد (100 إلى 200 ملم) وهطول أمطار متغير. تشغل المحاصيل 2٪ فقط من الأرض حيث توجد معظمها في الوديان والواحات. تستخدم معظم الأراضي لرعي الأغنام والماعز وبعض الإبل. تعتمد الزراعة على الحبوب ، البور ، البساتين (الزيتون ، النخيل ، التين ، التفاح) ، الأعلاف والخضروات. يوجد محيطان مسقيان في هذه المنطقة: محيط ورزازات ومحيط تافيلالت.

## منطقة الصحراء
تتميز منطقة الصحراء بانخفاض شديد (أقل من 100 مم) وعدم انتظام هطول الأمطار. وبالتالي ، فإن المحاصيل تقتصر على المناطق المسقية ، أو المناطق التي تتلقى الجريان السطحي. المحاصيل الرئيسية هي الحبوب والأعلاف والخضروات.
ومع ذلك ، فإن أهم نشاط هو الإنتاج الحيواني الموسع (الماعز والأغنام والإبل).